# Wuhan Business District (stacja metra)
Wuhan Business District – stacja linii 3 i 7 metra w Wuhan. Znajduje się w dzielnicy Jianghan. Jest ona położona pomiędzy stacjami Yunfei i Shuangdun (linia 3) i Changmatou oraz Wangjiadun (linia 7).